# 칼 더글러스
칼턴 조지 더글러스(영어: Carlton George Douglas, 1942년 5월 10일 ~ )은 자메이카 출신의 레게 가수이다.

## 이력
그는 "Kung Fu Fighting"이라는 노래 작품으로 유명하다. 그의 대표곡 "Kung Fu Fighting"은 디스코 곡 중 불후의 명곡으로 꼽히고 있다. 이 곡은 1974년 미국 빌보드 핫 100 1위 및 영국 싱글 차트 25위를, 1975년 독일 싱글 차트 45위를 기록하였다.
그가 무술 영화에 경의를 표하는 느낌의 이 곡을 발표했고, 그로 인해 꽤나 큰 명성을 얻었기 때문에, "Kung Fu Fighting" 이후의 곡은 이 곡의 커버 버전인 것처럼 보이게 하였으며, 그의 그 후 경력을 비교적 무색하게 하였다. 하지만 그는 이후에도 두 건의 히트 싱글을 발표하였다. "Dance The Kung Fu", 그리고 "Blue Eyed Soul"이었다.
그는 현재 독일에 거주하고 있고 영화, 다큐멘터리, 광고와 관련된 출판 회사를 경영하고 있다.

## 대표곡

### Kung Fu Fighting
"Kung Fu Fighting" (한국어: 쿵푸 파이팅)은 1974년 싱글 음반으로 발매되었다. 무술 영화 붐이 일던 때였다. 차트에서 순위가 쑥쑥 올라가 미국, 캐나다 그리고 영국 차트 1위를 기록하였다. 이 곡은 5음계의 아시아식 리프를 쓴 것으로 유명하다. 아시아 문화를 상징하는 짧은 마디였다.
이 곡은 처음에는 브룩클린 출신의 싱어송라이터 래리 웨이스(Larry Weiss)의 음반《I Want to Give You My Everything》의 비-사이드에 들어갈 예정이었다. 레코딩 스튜디오의 대여 시간 마지막 10분을 남겨 놓고 녹음되었다.
이 곡은 클라마토 광고 등 여러 대중 문화 콘텐츠에 자주 삽입되곤 한다.
더글라스는 3가지 요인이 이 곡의 작성에 영향을 미쳤다고 언급하였다. 그가 쿵푸 영화를 봤는데, 그 후 오스카 페터슨의 재즈 콘서트에 참석하였고, 진통제의 부작용에 시달렸다는 3가지 사실이었다. (미식 축구를 하다가 발을 다쳤다고 한다. ) 쿵푸 흉내를 내던 런던의 아이들을 보고 이 곡의 영감이 떠올랐다는 설도 있다.
이 곡은 원 히트 원더로 기억되곤 한다. (음악가가 일생에 단 한 곡의 히트곡만 내었을 때 이 용어를 쓴다.) "Kung Fu Fighting"은 VH1의 "100 Greatest One-hit Wonders" 중 100위를 기록하였다. 영국 Channel 4의 2000년도 "Top 10 One Hit Wonders"에서도 순위에 올랐다. 같은 방송국의 2006년도 "50 Greatest One Hit Wonders"에서도 순위에 올랐다. 2006년 Channel 4에서 방송되었던 〈Bring Back... the 1 Hit Wonders〉이라는 프로그램에서, 칼 더글라스는 직접 출연하여, 이 곡을 라이브로 불렀다.

#### 대중 문화에 끼친 영향
영국 댄스 그룹 버스 스톱은 1998년 "Kung Fu Fighting"를 리메이크하여 영국 차트 8위에 올랐다. 칼 더글라스의 오리지널 보컬을 샘플링하였으며, 거기에 랩 가사를 붙였었다.
TV 드라마에 쓰인 것 외에도, 1974년 이래로 여러 영화에 삽입되고 있다. 예를 들면, 《Mighty Morphin Power Rangers: The Movie》, 《Shaolin Soccer》, 《Little Manhattan》, 《Epic Movie》, 《Beverly Hills Ninja》, 《Sin noticias de Dios》, 《Bowfinger》, 그리고 러시 아워 3 같은 영화다. 러시 아워 3에서는 크리스 터커가 무술을 써서 삽협회 일당을 물리친 후 이 곡을 부른다. 《쿵푸팬더》의 트레일러의 배경음악으로도 쓰였다.
"Kung Fu Fighting"은 Wii용 비디오 게임《부기》 및 엑스박스용 비디오 게임《Kung Fu Chaos》에 삽입되었다. 또한 〈ZooYork〉이라는 스케이트보드 비디오 파드캐스트의 중국 여행 에피소드 사운드트랙에도 실렸다.
이 곡은 자메이카에서 매우 인기 높다. 더 마룬스, 더 시마론스, 플루토 셰빙턴, 로이드 파크스를 비롯해 여러 레게 음악가들이 이 곡을 리메이크했다.

## 앨범 디스코그래피
- 《Kung Fu Fighter》
- 《Kung Fu Fighting and Other Great Love Songs》
- 《Keep Pleasing Me》